# Jörgen Ragnarsson
Jörgen Ragnarsson, né le 19 mai 1954, est un skipper suédois.

## Carrière
Jörgen Ragnarsson, participe aux Jeux olympiques de 1980 à Moscou et remporte la médaille de bronze dans l'épreuve du Tornado.